# Sędzimir (herb szlachecki)
Sędzimir (Ostoja odmienna II) – polski herb szlachecki, udostojnienie herbu Ostoja.

## Opis herbu
Na tarczy dzielonej w krzyż, w polach I i IV, czerwonych dwa księżyce, barkami ku sobie w pas, złote, między którymi miecz o takiejż rękojeści i głowni srebrnej;
W polach II i III, złotych, pół smoka czarnego, ziejącego ogniem czerwonym, trzymającego w łapach miecz.
Wedle opisu Józefa Szymańskiego, smok jest srebrny i cały. Z kolei na rysunku tego autora, smok jest czarny. Gajl, za Ostrowskim, daje połowę smoka czarnego, ale popełnia inny błąd - u niego smok w polu III zwrócony jest w lewo, czego nie ma u Ostrowskiego. Podajemy tu rysunek w stylizacji Gajla ze skorygowanym kierunkiem godła z pola III.
Herb posiada dwa klejnoty - w prawym godło z pól II i III w lewo;
W lewym dwa topory srebrne – prawy w skos, lewy w skos lewy, między nimi dwa księżyce barkami do siebie w pas, złote.
Labry na obu hełmach czerwone, podbite złotym.

## Najwcześniejsze wzmianki
Ubogacenie herbu Ostoja Michała Sędzimira, ze zmianą nazwiska na Sendivogius, 8 marca 1600. Dokument dotyczył formalnie dokonania odmiany herbu Ostoja, ale jego formuła jest właściwa dla nobilitacji.

## Herbowni
Sędzimir.